# Liste der Steinkreuze im Landkreis Eichstätt
Diese sortierbare Liste enthält Steinkreuze (Sühnekreuze, Kreuzsteine etc.) des Oberbayerischen Landkreises Eichstätt in Bayern. Die Liste ist möglicherweise unvollständig.
| Bild           | Objekt                                         | Kurzbeschreibung | Material  | Abmessungen Höhe:Breite:Dicke | Entstehung          | BLfD-Referenz              | Gemeinde/Stadt                        | Koordinaten                      | Bemerkung                 |
| -------------- | ---------------------------------------------- | --- | --------- | ----------------------------- | ------------------- | -------------------------- | ------------------------------------- | -------------------------------- | ------------------------- |
|                | Steinkreuz Hohenstein                          | Steinkreuz. siehe auch: Sühnekreuze.de                                                                                           | ?         | ?                             | Mittelalterlich     | D-1-76-111-9               | Adelschlag / Prielhof                 | 48° 49′ 19,8″ N, 11° 12′ 32″ O   | Genaue Lage nicht geklärt |
| weitere Bilder | Steinkreuz Kappenbauerweg                      | Steinkreuz, lateinische Kreuzform. siehe auch: Sühnekreuze.de                                                                    | Kalkstein | 166:60:26                     | Mittelalterlich     | -                          | Beilngries / -                        | 49° 2′ 14,6″ N, 11° 27′ 55″ O    |                           |
| weitere Bilder | Steinkreuz Kelheimer Straße                    | Steinkreuz, Kopfbalken fehlt. siehe auch: Sühnekreuze.de                                                                         | Kalkstein | 68:97:27                      | Spätmittelalterlich | D-1-76-114-62              | Beilngries / -                        | 49° 1′ 55,7″ N, 11° 28′ 48,4″ O  |                           |
|                | Votivstein                                     | Steinkreuz. siehe auch: Sühnekreuze.de                                                                                           | ?         | ?                             | Mittelalterlich     | D-1-76-114-91              | Beilngries / -                        | 49° 2′ 7,1″ N, 11° 28′ 29,9″ O   | Genaue Lage nicht geklärt |
| weitere Bilder | Steinkreuz Hirschberg                          | Steinkreuz. | Kalkstein | 93:50:17                      | Mittelalterlich     | D-1-76-114-112             | Beilngries / Hirschberg               | 49° 2′ 15,4″ N, 11° 27′ 21,3″ O  |                           |
| weitere Bilder | Steinkreuz in Kottingwörth                     | Steinkreuz, Kopf und Arme mit größeren Fehlstellen. Am Standort befindet sich eine Informationstafel. siehe auch: Sühnekreuze.de | Kalkstein | 81:54:18                      | Mittelalterlich     | D-1-76-114-143             | Beilngries / Kottingwörth             | 49° 1′ 7,5″ N, 11° 31′ 8,7″ O    |                           |
|                | Kreuzstein Tauberfeld                          | Kreuzstein. siehe auch: Sühnekreuze.de                                                                                           | ?         | ?                             | 1488                | D-1-76-118-25 (gestrichen) | Buxheim / Tauberfeld                  | 48° 49′ 15,1″ N, 11° 16′ 48″ O   |                           |
| weitere Bilder | Kreuzstein am Frauenberg                       | Kreuzstein. siehe auch: Sühnekreuze.de                                                                                           | Kalkstein | ?                             | Mittelalterlich     | D-1-76-123-65              | Eichstätt / -                         | 48° 52′ 55,4″ N, 11° 11′ 7,7″ O  |                           |
| weitere Bilder | Kreuzstein an der Bundesstraße 13              | Kreuzstein. siehe auch: Sühnekreuze.de                                                                                           | ?         | ?                             | Mittelalterlich     | D-1-76-123-209             | Eichstätt / -                         | 48° 54′ 4,8″ N, 11° 10′ 29,3″ O  |                           |
| weitere Bilder | Steinkreuz beim Parkhaus                       | Steinkreuz siehe auch: Sühnekreuze.de                                                                                            | Kalkstein | ?                             | Mittelalterlich     | D-1-76-123-64              | Eichstätt / -                         | 48° 52′ 37,6″ N, 11° 11′ 17,9″ O |                           |
| weitere Bilder | Kreuzstein am Parkplatz bei Landershofen       | Kreuzstein, beidseitig erhabenes Balkenkreuz, Ecke oben links abgeschlagen. siehe auch: Sühnekreuze.de                           | Kalkstein | 92:52:22                      | Mittelalterlich     | D-1-76-123-309             | Eichstätt / Landershofen              | 48° 52′ 52″ N, 11° 13′ 26,4″ O   |                           |
| weitere Bilder | Östlicher Kreuzstein bei Landershofen          | Kreuzstein mit halbrundem Abschluss. siehe auch: Sühnekreuze.de                                                                  | Kalkstein | 80:57:17                      | Mittelalterlich     | D-1-76-123-311             | Eichstätt / Landershofen              | 48° 52′ 54,3″ N, 11° 14′ 1,8″ O  |                           |
| weitere Bilder | Westlicher Kreuzstein bei Landershofen         | Kreuzstein, rechteckig. siehe auch: Sühnekreuze.de                                                                               | Kalkstein | 73:45:21                      | Mittelalterlich     | D-1-76-123-311             | Eichstätt / Landershofen              | 48° 52′ 54,4″ N, 11° 14′ 2,1″ O  |                           |
|                | Steinkreuz Landershofen                        | Steinkreuz. | ?         | ?                             | Mittelalterlich     | D-1-76-123-312             | Eichstätt / Landershofen              | 48° 52′ 51,5″ N, 11° 14′ 5,7″ O  |                           |
| weitere Bilder | Kreuzstein links der Lüftenkapelle             | Kreuzstein. siehe auch: Sühnekreuze.de                                                                                           | Kalkstein | 77:56:17                      | 17. Jahrhundert     | D-1-76-123-314             | Eichstätt / Lüften                    | 48° 54′ 24,3″ N, 11° 11′ 51,1″ O |                           |
| weitere Bilder | Kreuzstein rechts der Lüftenkapelle            | Kreuzstein. | Kalkstein | 74:62:14                      | Mittelalterlich     | D-1-76-123-358             | Eichstätt / Lüften                    | 48° 54′ 25,1″ N, 11° 11′ 50,7″ O |                           |
| weitere Bilder | Steinkreuz Wegkapelle Pietenfeld a. d. Leithen | Steinkreuz | ?         | ?                             | ?                   | -                          | Eichstätt / Pietenfeld an der Leithen | 48° 52′ 29,4″ N, 11° 14′ 8,4″ O  |                           |
| weitere Bilder | Kreuzstein Ziegelhof-Wimpasing                 | Kreuzstein, stark verwittert und oben abgerundet. siehe auch: Sühnekreuze.de                                                     | Kalkstein | 65:50:20                      | 17. Jahrhundert     | D-1-76-123-351             | Eichstätt / Ziegelhof                 | 48° 53′ 58,2″ N, 11° 12′ 35,8″ O |                           |
|                | Kreuzstein beim Grenzacker                     | Kreuzstein. siehe auch: Sühnekreuze.de                                                                                           | ?         | ?                             | 1535                | D-1-76-124-7               | Eitensheim / -                        | 48° 49′ 19,9″ N, 11° 19′ 38,6″ O | Genaue Lage nicht geklärt |
|                | Kreuzstein Heiligenfeld                        | Kreuzstein. siehe auch: Sühnekreuze.de                                                                                           | ?         | ?                             | Mittelalterlich     | D-1-76-124-6               | Eitensheim / -                        | 48° 50′ 26,8″ N, 11° 17′ 5,7″ O  | Genaue Lage nicht geklärt |
|                | Kreuzstein im Breitenweg                       | Kreuzstein. siehe auch: Sühnekreuze.de                                                                                           | ?         | ?                             | Mittelalterlich     | D-1-76-124-5               | Eitensheim / -                        | 48° 49′ 13,4″ N, 11° 19′ 26,4″ O |                           |
|                | Steinkreuz bei Lippertshofen                   | Steinkreuz. siehe auch: Sühnekreuze.de                                                                                           | ?         | ?                             | Mittelalterlich     | D-1-76-126-28              | Gaimersheim / Lippertshofen           | 48° 50′ 1,8″ N, 11° 21′ 3,6″ O   | Genaue Lage nicht geklärt |
|                | Steinkreuz Lippertshofen                       | Steinkreuz. siehe auch: Sühnekreuze.de                                                                                           | ?         | ?                             | Mittelalterlich     | D-1-76-126-26 (gestrichen) | Gaimersheim / Lippertshofen           | 48° 50′ 7,7″ N, 11° 21′ 37,9″ O  | Genaue Lage nicht geklärt |
|                | Bettelmannstein                                | Kreuzstein. siehe auch: Sühnekreuze.de                                                                                           | ?         | ?                             | ?                   | -                          | Hitzhofen / Hofstetten                | 48° 52′ 37,4″ N, 11° 17′ 17,7″ O | Genaue Lage nicht geklärt |
|                | Judenstein                                     | Steinkreuz. siehe auch: Sühnekreuze.de                                                                                           | ?         | ?                             | Mittelalterlich     | D-1-76-132-13              | Hitzhofen / Hofstetten                | 48° 52′ 40,8″ N, 11° 19′ 40,1″ O |                           |
| weitere Bilder | Kreuzstein Schwarzachbrücke (1)                | Kreuzstein mit Balkenkreuz, großer Abschlag. siehe auch: Sühnekreuze.de                                                          | Sandstein | 80:?                          | Mittelalterlich     | D-1-76-137-17              | Kinding / -                           | 48° 59′ 51,7″ N, 11° 23′ 18,9″ O |                           |
| weitere Bilder | Kreuzstein Schwarzachbrücke (2)                | Kreuzstein mit Balkenkreuz. siehe auch: Sühnekreuze.de                                                                           | Sandstein | 40:?                          | Mittelalterlich     | D-1-76-137-17              | Kinding / -                           | 48° 59′ 51,7″ N, 11° 23′ 18,9″ O |                           |
|                | Kreuzstein Erlingshofen                        | Kreuzstein. siehe auch: Sühnekreuze.de                                                                                           | Kalkstein | ?                             | um 1500             | D-1-76-137-60              | Kinding / Erlingshofen                | 48° 59′ 29,7″ N, 11° 18′ 10,1″ O |                           |
|                | Kreuzstein Schelldorfer Feld                   | Kreuzstein. siehe auch: Sühnekreuze.de                                                                                           | ?         | ?                             | Spätmittelalterlich | D-1-76-138-71              | Kipfenberg / Biberg                   | 48° 53′ 25,2″ N, 11° 25′ 5,3″ O  |                           |
| weitere Bilder | Kreuzstein in Böhming                          | Kreuzstein mit erhabenem Balkenkreuz. siehe auch: Sühnekreuze.de                                                                 | Kalkstein | 98:47:17                      | Mittelalterlich     | D-1-76-138-79              | Kipfenberg / Böhming                  | 48° 56′ 58,4″ N, 11° 21′ 57″ O   |                           |
|                | Steinkreuz Hartheimer Weg                      | Steinkreuz. siehe auch: Sühnekreuze.de                                                                                           | ?         | ?                             | ?                   | D-1-76-153-46              | Pförring / Dötting                    | 48° 47′ 31,7″ N, 11° 39′ 22,2″ O |                           |
|                | Steinkreuz bei Lobsing                         | Steinkreuz. siehe auch: Sühnekreuze.de                                                                                           | ?         | ?                             | 1594                | D-1-76-153-42              | Pförring / Lobsing                    | 48° 51′ 49,5″ N, 11° 41′ 43,6″ O |                           |
| weitere Bilder | Kreuzstein Staatsstraße 2225                   | Kreuzstein. siehe auch: Sühnekreuze.de                                                                                           | Kalkstein | ?                             | 17. Jahrhundert     | D-1-76-155-13              | Pollenfeld / Preith                   | 48° 55′ 8,7″ N, 11° 11′ 55,6″ O  |                           |
|                | Kreuzstein bei Wachenzell                      | Kreuzstein. siehe auch: Sühnekreuze.de                                                                                           | ?         | ?                             | Mittelalterlich     | -                          | Pollenfeld / Wachenzell               | 48° 57′ 34,1″ N, 11° 13′ 47,1″ O | Genaue Lage nicht geklärt |
| weitere Bilder | Kreuzstein Lindenweg                           | Kreuzstein. | Kalkstein | ?                             | Mittelalterlich     | D-1-76-155-31              | Pollenfeld / Wachenzell               | 48° 57′ 36,9″ N, 11° 13′ 33″ O   |                           |
| weitere Bilder | Kreuzstein Stadtweg                            | Kreuzstein, Ecke oben links abgeschlagen. siehe auch: Sühnekreuze.de                                                             | Kalkstein | 70:70:25                      | 17. Jahrhundert     | -                          | Pollenfeld / Preith                   | 48° 54′ 52,8″ N, 11° 12′ 5,5″ O  |                           |
|                | Kreuzstein Westerhofen                         | Kreuzstein. siehe auch: Sühnekreuze.de                                                                                           | ?         | ?                             | Mittelalterlich     | D-1-76-161-6               | Stammham / Westerhofen                | 48° 51′ 4,3″ N, 11° 27′ 27,2″ O  | Genaue Lage nicht geklärt |
| weitere Bilder | Kreuzstein Tittinger Höhe                      | Kreuzstein. siehe auch: Sühnekreuze.de                                                                                           | Kalkstein | 70:30:20                      | Mittelalterlich     | D-1-76-164-43              | Titting / Erkertshofen                | 48° 59′ 3,5″ N, 11° 13′ 5,4″ O   |                           |
|                | Kreuzstein Kesselberg                          | Kreuzstein. siehe auch: Sühnekreuze.de                                                                                           | ?         | ?                             | 17. Jahrhundert     | D-1-76-164-70              | Titting / Kesselberg                  | 49° 0′ 18,9″ N, 11° 10′ 47,9″ O  |                           |
|                | Steinkreuz Kesselberg                          | Steinkreuz. siehe auch: Sühnekreuze.de                                                                                           | ?         | ?                             | Spätmittelalterlich | D-1-76-164-70              | Titting / Kesselberg                  | 49° 0′ 17″ N, 11° 10′ 46,5″ O    |                           |
|                | Kreuzstein bei Petersbuch                      | Kreuzstein. siehe auch: Sühnekreuze.de                                                                                           | ?         | ?                             | 1520                | D-1-76-164-87              | Titting / Petersbuch                  | 48° 58′ 41,2″ N, 11° 10′ 58,2″ O | Genaue Lage nicht geklärt |
|                | Kreuzstein Hessenhofer Feld                    | Kreuzstein. siehe auch: Sühnekreuze.de                                                                                           | ?         | ?                             | 17. Jahrhundert     | D-1-76-164-86              | Titting / Petersbuch                  | 48° 58′ 19″ N, 11° 11′ 53,8″ O   |                           |
|                | Saulboum                                       | Kreuzstein, oben auf dem Kreuz ist eine Kugel eingehauen. siehe auch: Sühnekreuze.de                                             | ?         | ?                             | 1629                | D-1-76-164-84              | Titting / Petersbuch                  | 48° 58′ 25,3″ N, 11° 11′ 3,8″ O  |                           |
|                | Steinkreuz an der Straße nach Inching          | Steinkreuz. siehe auch: Sühnekreuze.de                                                                                           | ?         | ?                             | Mittelalterlich     | D-1-76-165-8               | Walting / -                           | 48° 54′ 33,2″ N, 11° 17′ 56,5″ O | Genaue Lage nicht geklärt |
|                | Steinkreuz Rieshofer Feld                      | Steinkreuz. siehe auch: Sühnekreuze.de                                                                                           | ?         | ?                             | Mittelalterlich     | D-1-76-165-9               | Walting / -                           | 48° 55′ 16,2″ N, 11° 18′ 3,8″ O  |                           |
| weitere Bilder | Kreuzstein in Gungolding                       | Kreuzstein, Ecke unten rechts ausgebrochen. siehe auch: Sühnekreuze.de                                                           | Kalkstein | 62:53:23                      | Mittelalterlich     | D-1-76-165-16              | Walting / Gungolding                  | 48° 55′ 34,1″ N, 11° 20′ 48,3″ O |                           |
| weitere Bilder | Kreuzstein bei Isenbrunn                       | Kreuzstein mit erhabenem Balkenkreuz. siehe auch: Sühnekreuze.de                                                                 | Kalkstein | 75:55:17                      | Mittelalterlich     | D-1-76-165-31              | Walting / Isenbrunn                   | 48° 56′ 31,1″ N, 11° 19′ 3,8″ O  |                           |
| weitere Bilder | Kreuzstein bei Pfalzpaint                      | Kreuzstein mit Balkenkreuz. siehe auch: Sühnekreuze.de                                                                           | Kalkstein | 82:54-56:23                   | Mittelalterlich     | D-1-76-165-38              | Walting / Pfalzpaint                  | 48° 55′ 50,1″ N, 11° 19′ 38″ O   |                           |